# ルノー・9
ルノー・9(Renault 9/R9)は、フランスのルノーが製造・販売していた自動車である。

## 概要
ルノー・14の後継として、1981年のフランクフルトモーターショーでデビュー。
5ドアハッチバックのみだった14とはうってかわり、4ドアセダンボディのみで登場。この変更は、北米市場で売るための戦略だったといわれる。
ハッチバックボディの兄弟車ルノー・11は、1年と少し遅れて1983年の初頭に登場した。同年から北米アメリカン・モーターズでもルノー・アライアンスとしてライセンス生産を開始。本国仕様には存在しない2ドアセダンやコンバーチブルも用意され、さらにはステーションワゴンの計画もあったそうだが、これは実現しなかった。
ルノー9は、1982年のヨーロッパ・カー・オブ・ザ・イヤーを受賞。北米ではアライアンスが1983年Car and Driver 10BestとMotor Trendカー・オブ・ザ・イヤーに輝いている。
外観は、デビュー当初（フェイズ1）は角型2灯式のヘッドランプで、1985年のマイナーチェンジで11と同じ角型4灯式に変更。さらに1986年のマイナーチェンジ（フェイズ2）で若干スラントした横長の角型ランプに変更された。
フランスでの9の生産は1989年まで行われた。前年の1988年にデビューしたルノー・19が後を継いだ。9はその後も国外では継続生産され、トルコでは2000年まで生産されていた。

### エンジン
デビュー時のエンジンはルノー・5と共通の旧式"C-type"OHVの1.1 L (1,108 cc) と1.4 L (1,397 cc) を横置きに改良して搭載。1983年1月には新開発の1.6 L (1,595 cc) SOHCディーゼルを追加。
1985年には前年すでに11に搭載されていたターボを追加。9 Turbo と11 Turboはルノー5・アルピーヌ・ターボ (110 PS) と共通の1.4 L・ギャレット製ターボ+インタークーラー付きだが、105 PSに若干ディチューンされていた。なおこれをベースに作られたGr.Aのラリーカーは約220bhpを発揮していた。同じ1985年にはボルボと共同開発した新しいSOHCのF-type・1.7 L (1,721 cc) エンジンが登場（これもすでに11に搭載されていた）。上級グレードのGTX、GTE、TXEとエレクトロニクに搭載された。
1986年、1.1 Lが1,237 ccに換装されたほか、ターボが115 PSに出力アップしている。

### 駆動系、サスペンション
前輪駆動のエンジンは横置きに搭載。ルノーにおいて横置き方式の採用は14に次ぐものであったが、14のプジョー式とは異なり、エンジンとトランスミッションを横一列に配置するジアコーサ方式を初めて採用した。トランスミッションはジアコーサ方式用に新設計され、4MT/5MTのほか、18用の3ATも設定された。
サスペンションはフロントがマクファーソン・ストラット。リアは横置きトーションバーを用いたトレーリングアームであるが構造を改良、同様のシステムを持つルノー・4/5/14のような左右ホイールベースの違いはなくなっている。

## 画像

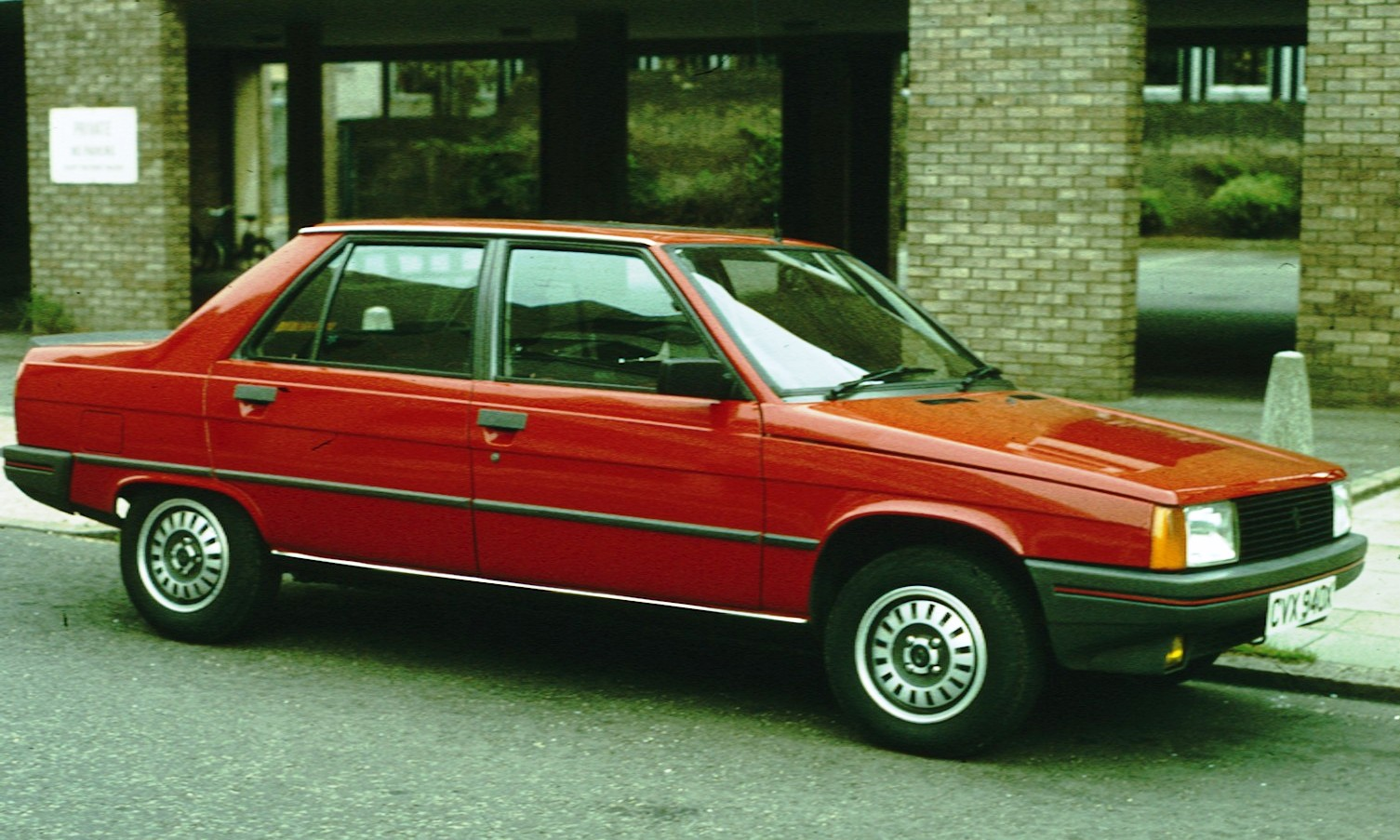
フェイズ1
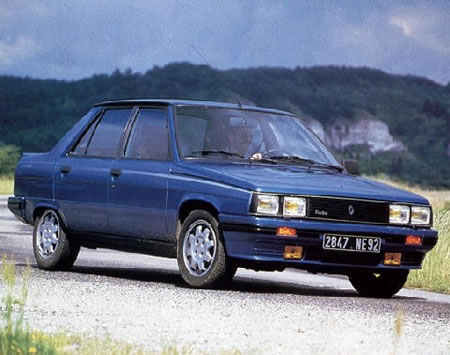
Turbo フェイズ1 フェイスリフト後
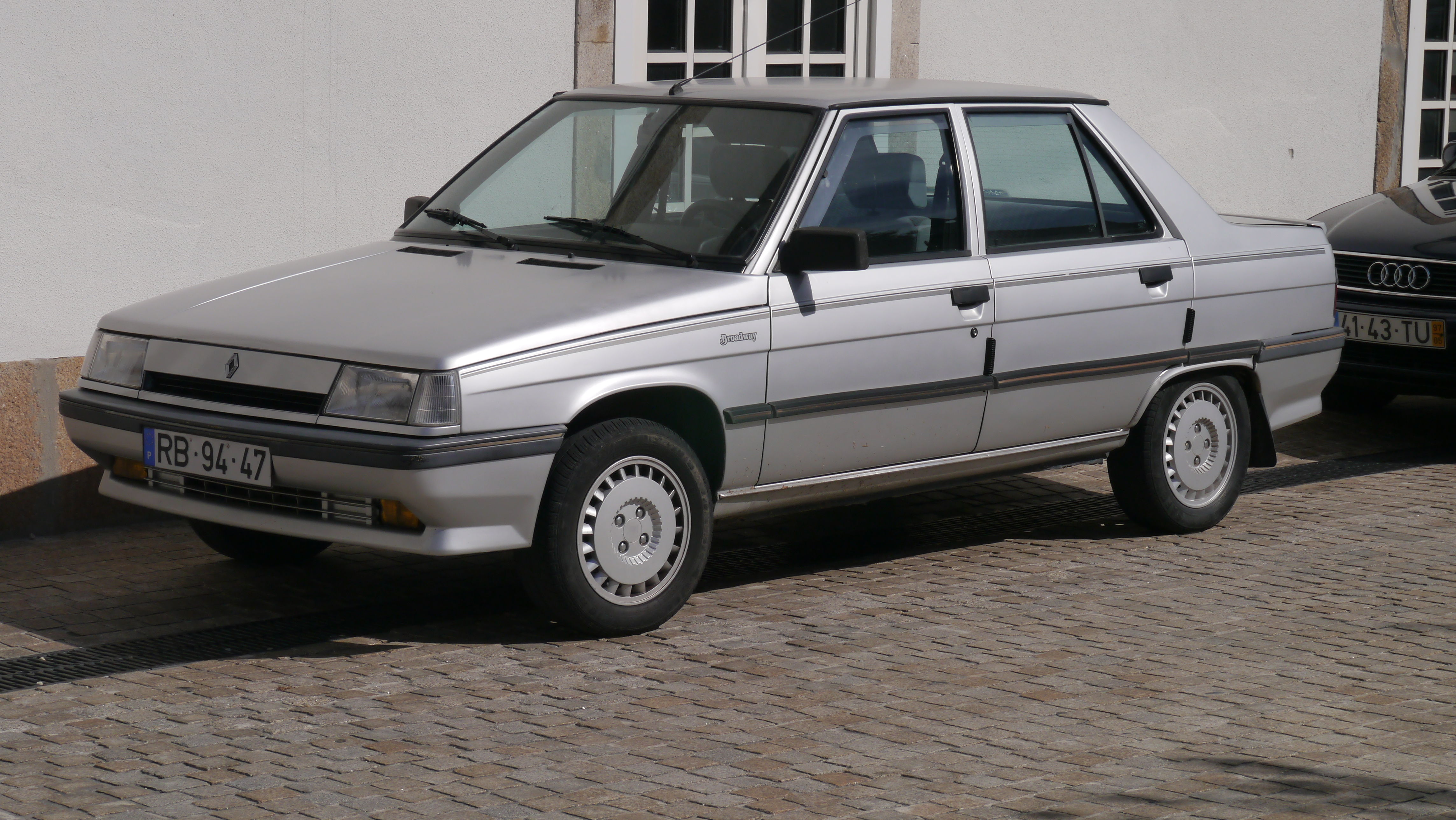
フェイズ2
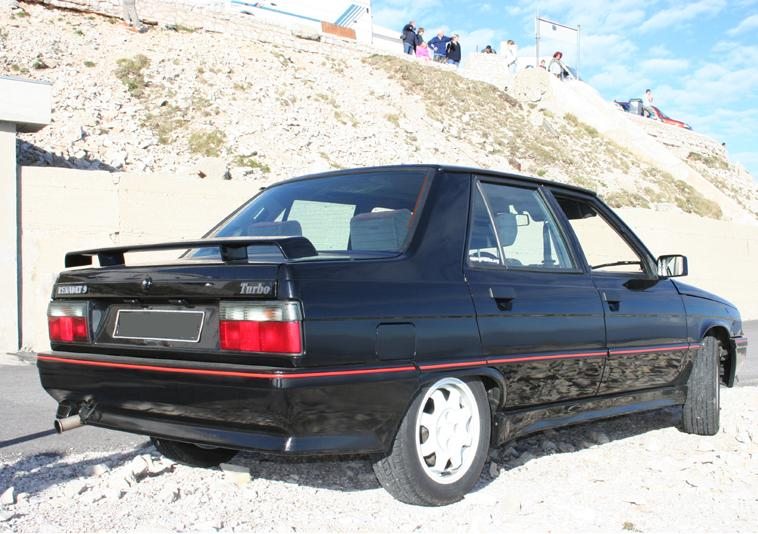
リア（フェイズ2）
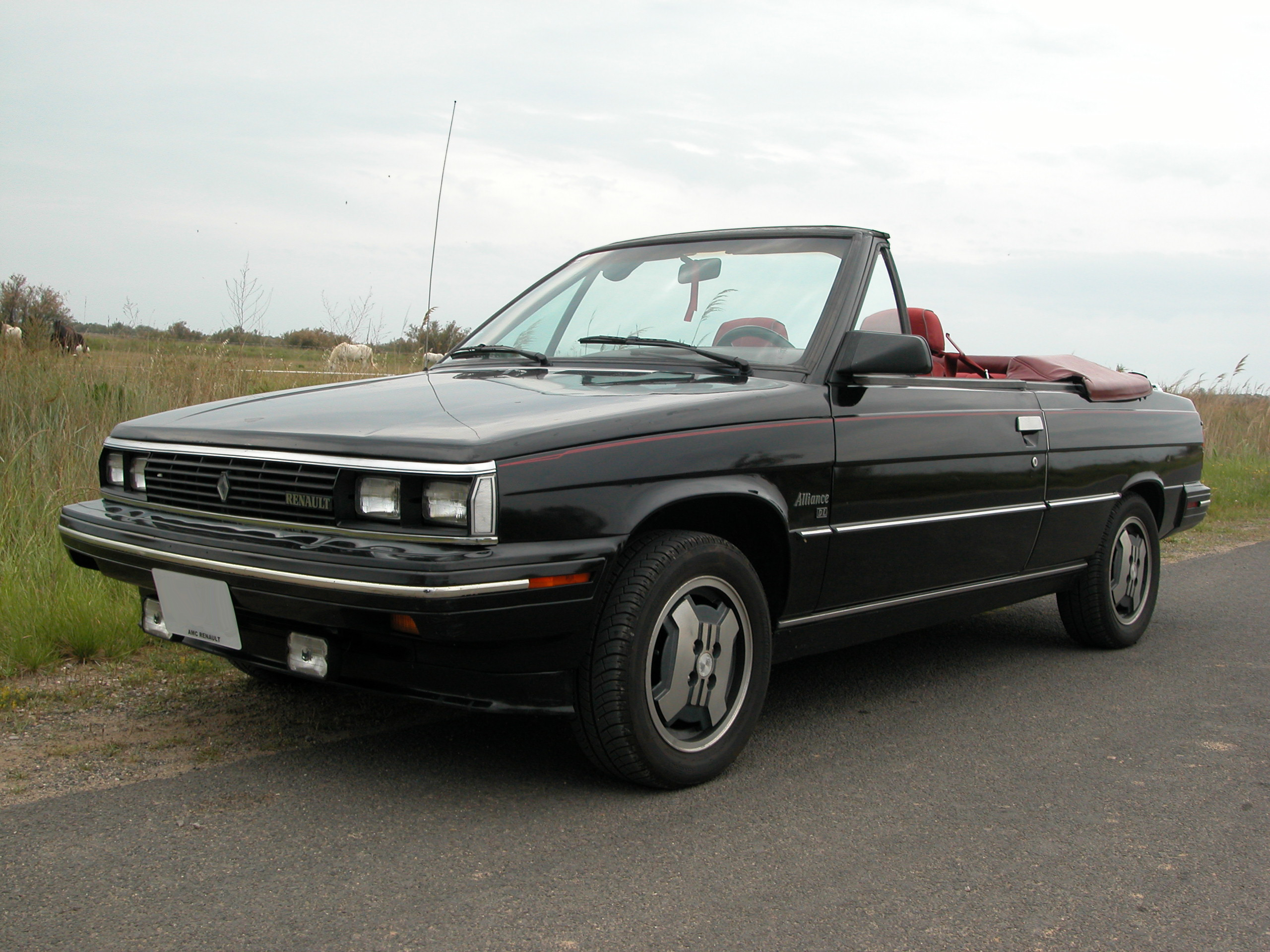
アライアンス（北米） コンバーチブル

## 車名
フランス語では「9」を「ヌフ」(仏: neuf)と読む。